# Colpochila carinata
Colpochila carinata är en skalbaggsart som beskrevs av Blackburn 1890. Colpochila carinata ingår i släktet Colpochila och familjen Melolonthidae. Inga underarter finns listade i Catalogue of Life.